# Cephalorhynchus commersonii
El delfín pío o tonina overa (Cephalorhynchus commersonii), también llamado delfín de Commerson, es una especie de cetáceo odontoceto de la familia Delphinidae que habita en aguas del Hemisferio Sur. Fue descrito por primera vez por el naturalista Philibert Commerson, quien formaba parte de la expedición del barón de Bougainville alrededor del mundo; más tarde, las toninas overas fueron estudiadas por el perito Francisco P. Moreno y también por la bióloga Rae Natalie Prosser de Goodall.

## Población y distribución
La especie se distribuye en dos sitios. La población más grande se encuentra en varias ensenadas de la costa de Argentina Puerto Rawson, Chubut y Puerto Deseado, Santa Cruz, en el estrecho de Magallanes, Chile, y cerca de las islas Malvinas. La segunda población, descubierta en la década de 1950, reside cerca de las islas Kerguelen, 8.000 km al este de la primera población. Prefieren las aguas poco profundas. La población global se desconoce, pero se acepta que la especie es común localmente. Una inspección en 1984 estimó que había 3.400 ejemplares en el estrecho de Magallanes.

## Características
En tamaño no supera los 145 cm. Los machos no sobrepasan los 42 kg, mientras que la hembras son un poco más grandes, y alcanzan los 50 kg. La cabeza, las aletas pectorales, la zona genital, el dorso de la inserción de la aleta dorsal hasta incluir en su totalidad la aleta caudal, son negras, mientras que el resto del animal, incluida la garganta, es de color blanco. Las crías recién nacidas miden aproximadamente 70 cm de longitud, son de color gris amarronado o completamente gris. Durante el primer año de vida actúan bajo la tutoría de la madre. La aleta dorsal de las toninas overas se ubica inmediatamente detrás de la mitad de la espalda. La aleta caudal es ancha en relación con el tamaño corporal, y presenta una hendidura central de aproximadamente 2 cm de profundidad.

## Comportamiento

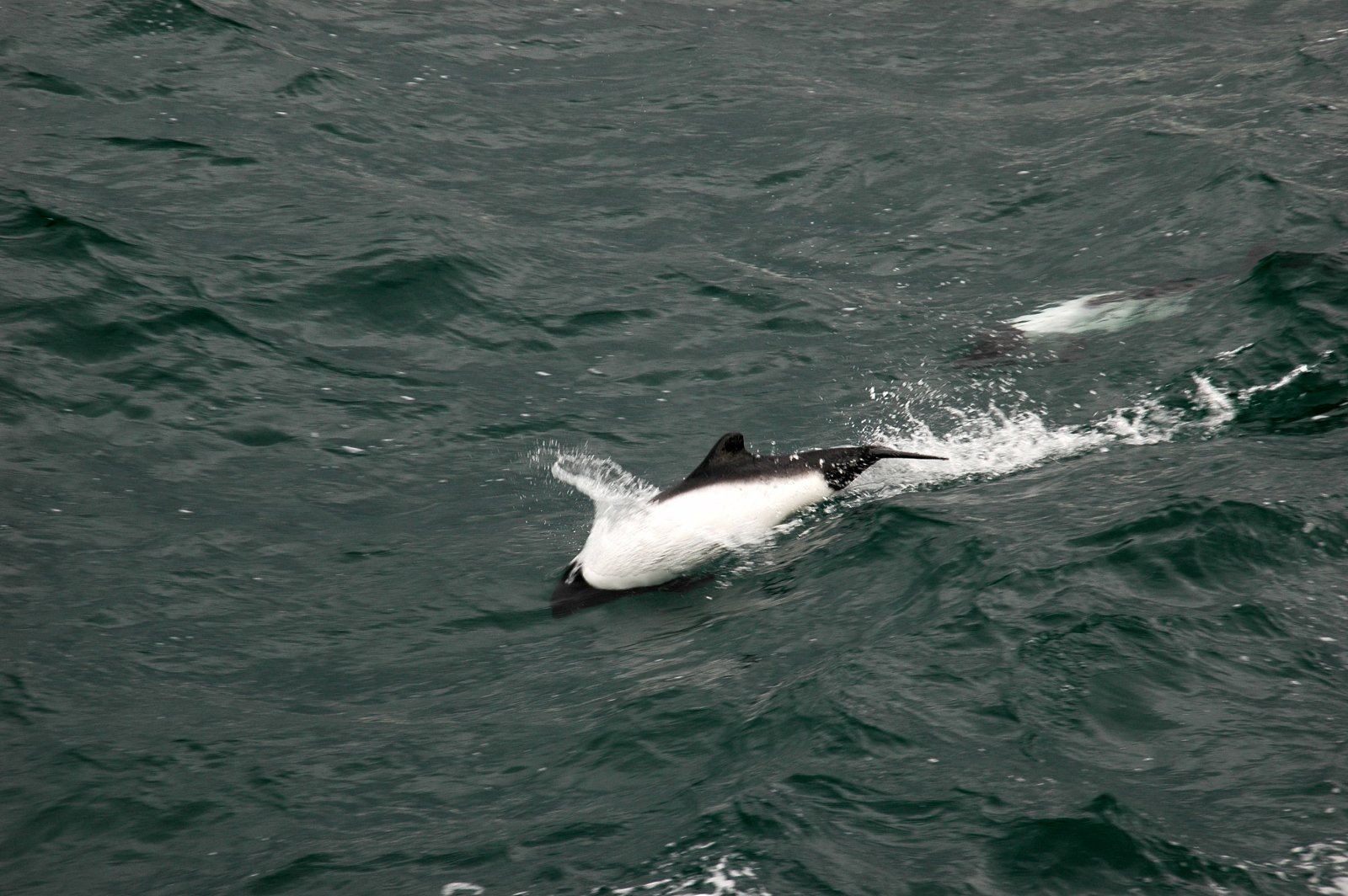
Cephalorhynchus commersonii nadando en el estrecho de Magallanes

Cephalorhynchus commersonii es un delfín muy activo. Con frecuencia se le observa nadando rápidamente en la superficie del agua y saltando sobre el agua. También ejecuta giros y volteretas, y puede surfear sobre las olas rompientes muy cerca de la playa.

## Alimentación
Tienen hábitos costeros. Se alimenta principalmente de pejerrey y sardina fueguina, pero también de langostinos, calamares, potas y algas.

## Estado de conservación
En 2008 la especie fue catalogada en la Lista Roja de la UICN, como «datos insuficientes», por falta de información sobre el tamaño de la población, su tendencia y amenazas. Hay razones para pensar que al menos las subespecies de Sudamérica están en declive en algunas zonas de su rango de distribución. Sin embargo, se requieren más investigaciones para determinar la estructura de la población en Argentina y la mortalidad inducida por el ser humano.
En la provincia de Santa Cruz en Argentina fue declarado monumento natural provincial mediante la ley n.º 2582 sancionada el 8 de octubre de 2009.